# Khieu Samphan
Khieu Samphan (ur. 28 lipca 1931) – prezydent Demokratycznej Kampuczy od 1976 do 1979.
W 1955 otrzymał stypendium we Francji, gdzie opublikował pracę doktorską „Gospodarka i rozwój przemysłowy Kambodży”. Po powrocie do Kambodży pracował jako profesor, a od 1962 był sekretarzem stanu ds. handlu w rządzie Sihanouka. Z obawy przed rządowymi służbami bezpieczeństwa ukrywał się od 1967 i na początku lat 70. został członkiem partyzantki Czerwonych Khmerów. Po przejęciu przez nich władzy mianowany w 1976 prezydentem.
W 1987 został następcą Pol Pota, gdy ten zrezygnował jako oficjalny przywódca Czerwonych Khmerów, i reprezentował Kampuczę w 1989 na Międzynarodowej Konferencji ds. Kambodży w Paryżu. W 1998 opuścił Czerwonych Khmerów i zamieszkał w prowincji Pailin.
Aresztowany 19 listopada 2007 pod zarzutami zbrodni przeciwko ludzkości, złamania Konwencji Genewskiej z 1949 roku oraz ludobójstwo był sądzony przez Nadzwyczajną Izbę Sądu Kambodży. 8 sierpnia 2014 roku skazany na dożywotnie więzienie.